# Umbría La Plana
El Paraje Natural Municipal Umbría La Plana, con una superficie de 426,28 ha, se halla en el término municipal de Enguera en la provincia de Valencia. El Paraje Natural Municipal se localiza en la comarca de La Canal de Navarrés.
La orografía del paraje se caracteriza por la existencia de elevaciones prominentes, con desniveles superiores a los 200 metros y surcadas por una red de drenaje con alto grado de encajamiento. Todo ello hace que la zona presente un valor paisajístico elevado.
La cubierta vegetal presenta un alto interés, con la presencia de masas de pinar con alto grado de naturalización y con la vegetación en barrancos y zonas umbrosas caracterizada por una alta cobertura y diversidad. Desde el punto de vista faunístico, destaca la presencia de especies clasificadas como vulnerables en el Catálogo de Especies Amenazadas de Fauna, como son el águila perdicera, el murciélago grande de herradura y el gallipato.
En lo referente al patrimonio histórico, presenta un enorme interés: la Peña del Tosal, poblado de la Edad del Bronce, el Cerro Lucena y el Azagador de Lucena, poblado y camino ibérico respectivamente, el Castillo de Enguera, fortaleza medieval, catalogado como Bien de Interés Cultural (BIC), y, por último, el Acueducto de La Mota, perteneciente a la edad moderna-barroco.
Fue declarado Paraje Natural Municipal por Acuerdo del Consejo de la Generalidad Valenciana de fecha 20 de mayo de 2005. (En este artículo se recoge texto del acuerdo (enlace roto disponible en Internet Archive; véase el historial, la primera versión y la última).)
- Datos: Q6155409